# باشگاه والیبال بنیاد شهید تهران
باشگاه والیبال بنیاد شهید تهران یک باشگاه والیبال ایرانی بود. این باشگاه دو دوره در لیگ برتر والیبال ایران در سال‌های ۱۳۶۹، ۱۳۷۰ به عنوان قهرمان دست یافت.